# Futbol a Islàndia

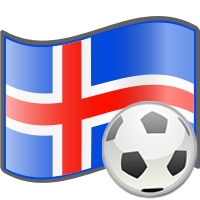

El futbol és l'esport més popular a Islàndia. Hi ha 20.000 futbolistes (masculins i femenins) afiliats.

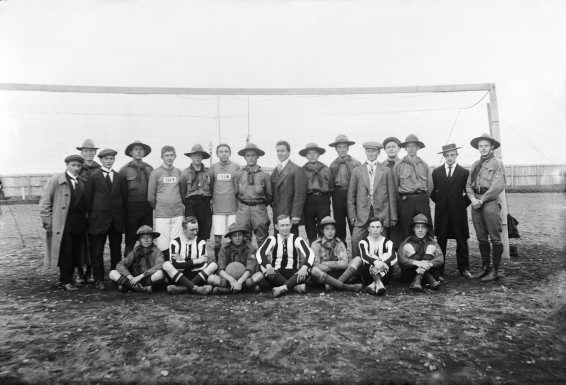
FRAM Reykjavík el 1913.

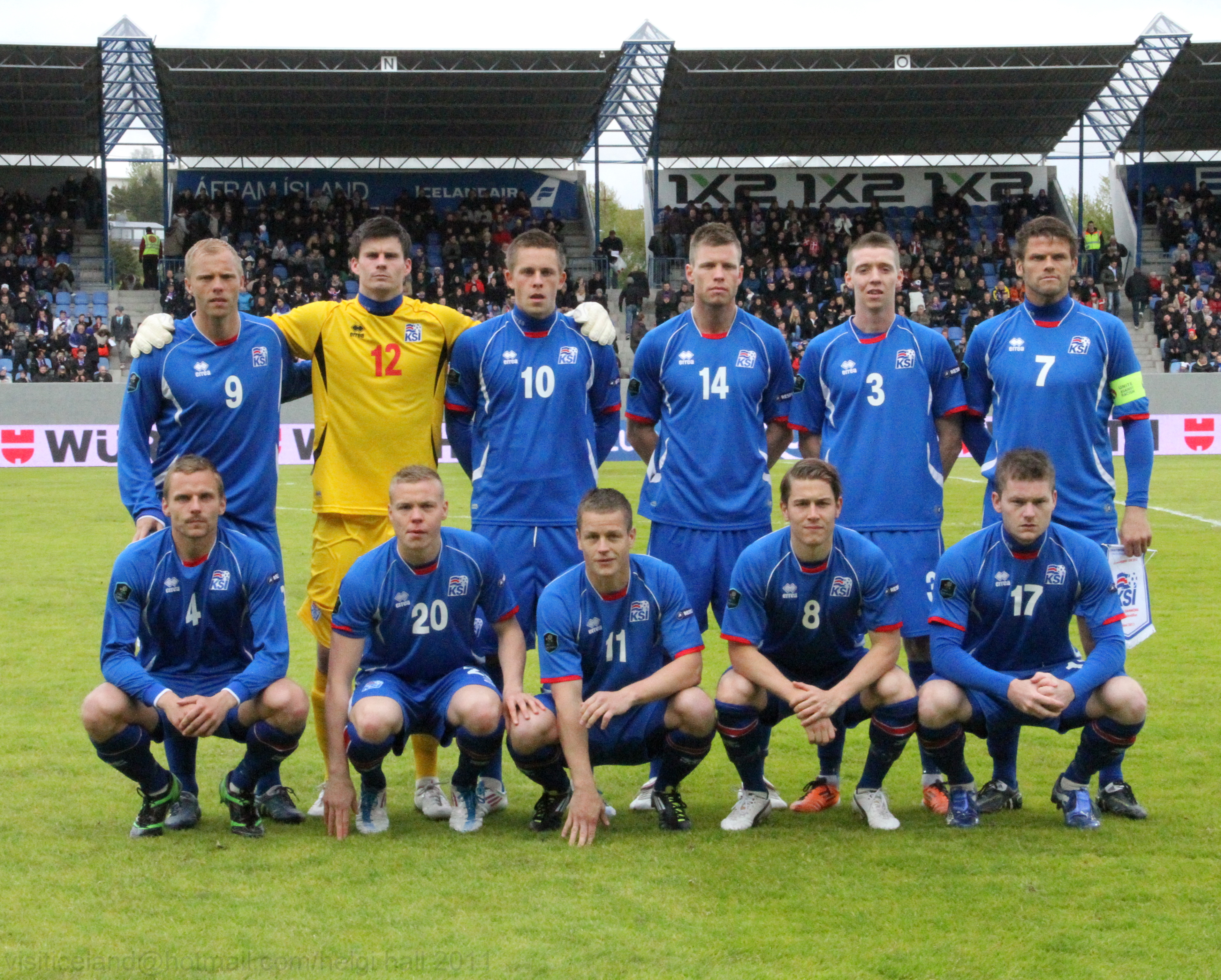
Selecció d'Islàndia l'any 2011.

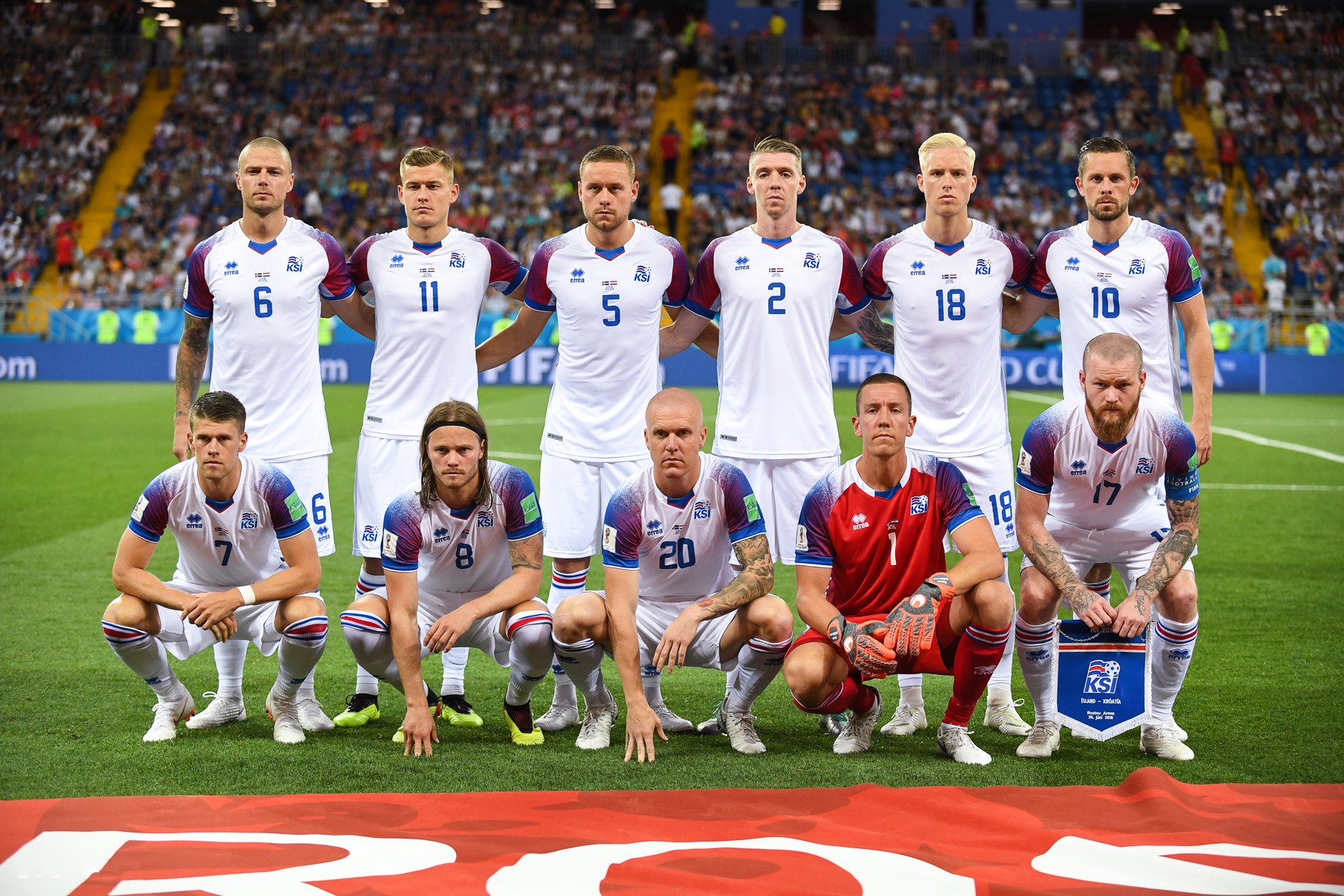
Selecció d'Islàndia al Mundial de 2018.

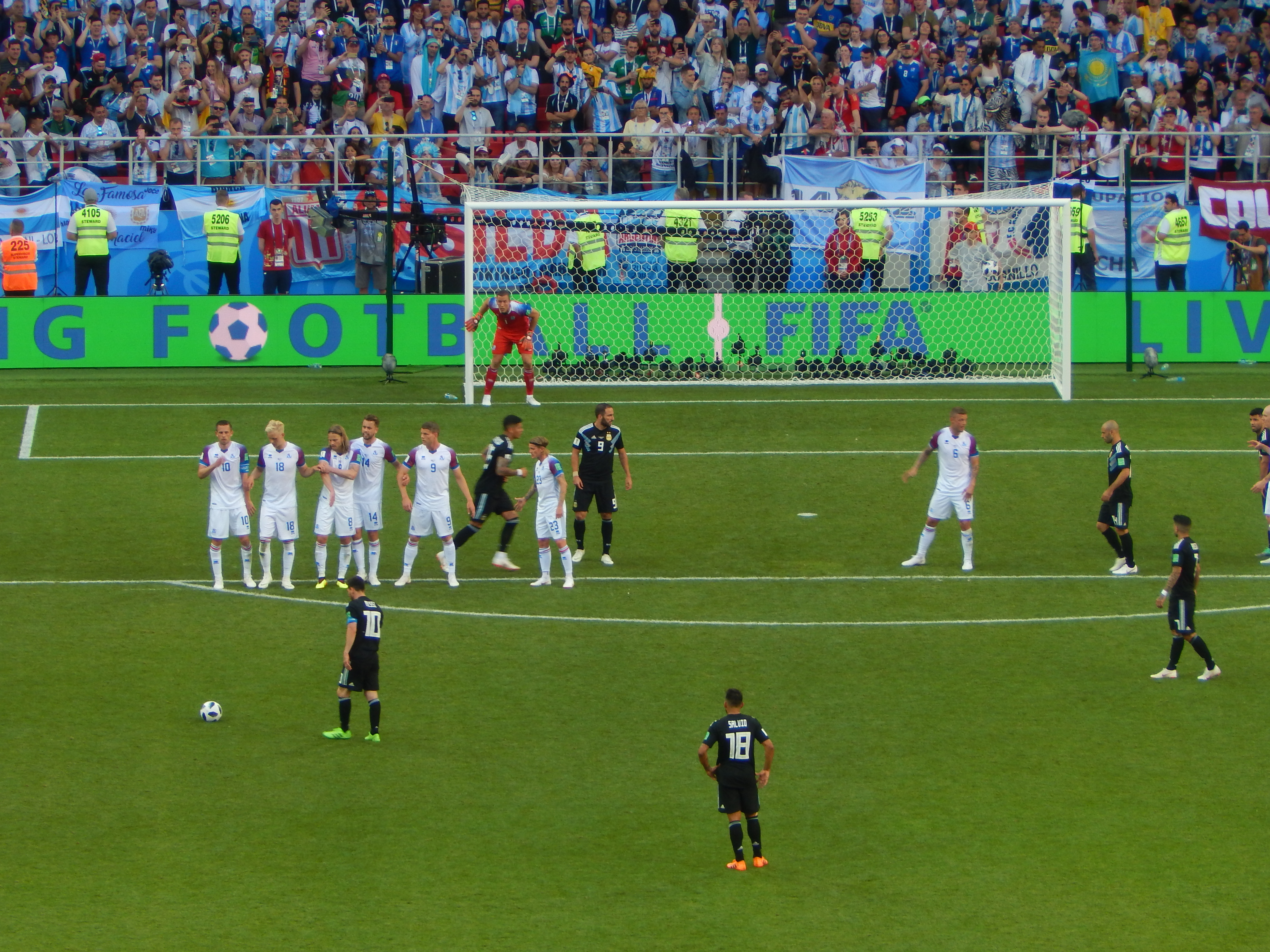
Islàndia vs Argentina al Mundial de 2018. Messi xuta una falta.

## Història
El futbol entrà a l'illa a finals de segle xix. El club més antic, KR Reykjavik, va ser fundat el 1899 amb el nom FR (Fótboltafélag Reykjavíkur).
 Posteriorment es fundaren ÍR (Íþróttafélag Reykjavíkur) (1907), Víkingur (1908), Fram (1908) i Valur (1911). El primer campionat nacional es disputà el 1912 (Úrvalsdeild karla). Tres clubs de Reykjavik hi prengueren part i Knattspyrnufélag Reykjavíkur esdevingué el primer campió. La resta de categories foren creades els següents anys:
- 1955: Creació de la segona divisió (2. deild karla).
- 1966: Creació de la tercera divisió (3. deild karla).
- 1982: Creació de la quarta divisió (4. deild karla).
- 2013: Creació de la cinquena divisió dividida en grups.

Albert Guðmundsson fou el primer futbolista professional del país.
La selecció nacional s'ha classificat quatre cops per una gran competició internacional, dos cops la selecció femenina a l'Eurocopa de 2009 i de 2013, i dos cops la masculina, a l'Eurocopa de 2016 i al Mundial de 2018.
El seu futbolista més famós ha estat Eiður Guðjohnsen.

## Competicions
Les competicions finlandeses es disputen entre primavera i tardor, degut a les condicions meteorològiques.
- Lliga islandesa de futbol:
  - Úrvalsdeild karla
  - 1. deild karla
  - 2. deild karla
  - 3. deild karla
  - 4. deild karla
- Copa islandesa de futbol:
- Deildabikar (Copa de la lliga)
- Supercopa islandesa de futbol:

## Principals clubs
Clubs amb més títols de lliga i copa (a 2018):
- KR Reykjavík
- Valur Reykjavík
- Fram Reykjavík
- ÍA Akranes
- FH Hafnarfjörður
- Víkingur Reykjavik
- Keflavik ÍF
- ÍBV Vestmannaeyjar
- KA Akureyri
- Breiðablik Kopavogur
- Stjarnan Garðabær
- ÍF Fylkir Reykjavík

## Jugadors destacats
Font:
Des de 1910
- Friðþjófur Thorsteinsson

Des de 1940
- Albert Sigurður Guðmundsson

Des de 1950
- Ríkharður Jónsson

Des de 1960
- Guðni Kjartansson

Des de 1970
- Jóhannes Eðvaldsson
- Pétur Pétursson
- Ásgeir Sigurvinsson

Des de 1980
- Atli Eðvaldsson
- Arnór Guðjohnsen
- Sigurður Jónsson
- Bjarni Sigurðsson

Des de 1990
- Guðni Bergsson
- Birkir Kristinsson
- Lárus Sigurðsson

Des de 2000
- Árni Arason
- Eiður Guðjohnsen
- Hermann Hreiðarsson
- Rúnar Kristinsson
- Eyjólfur Sverrisson

Des de 2010
- Alfreð Finnbogason
- Albert Guðmundsson
- Jóhann Berg Guðmundsson
- Aron Gunnarsson
- Hannes Þór Halldórsson
- Birkir Már Sævarsson
- Gylfi Sigurðsson
- Ragnar Sigurðsson
- Kolbeinn Sigþórsson

## Principals estadis

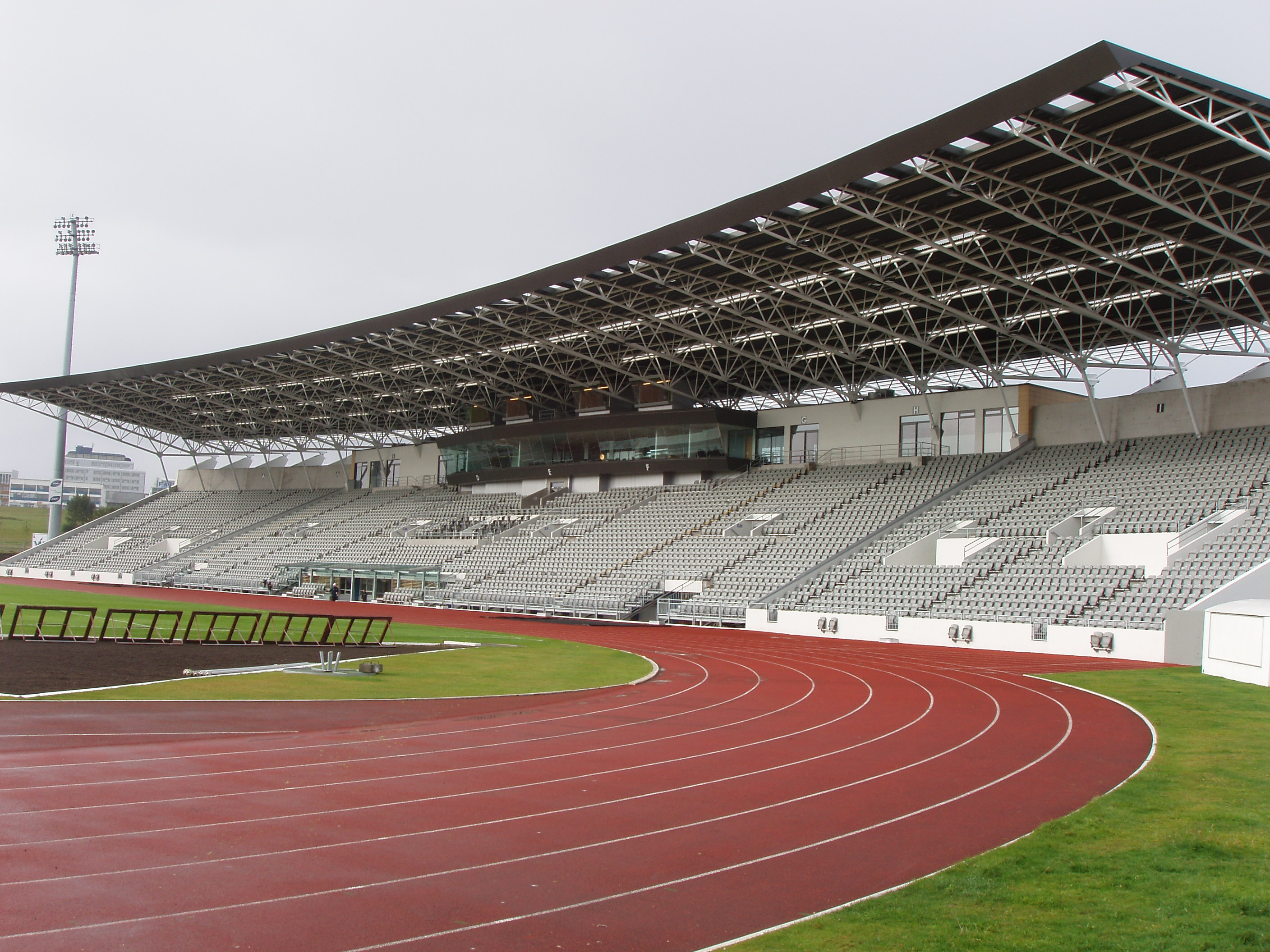
Laugardalsvöllur.

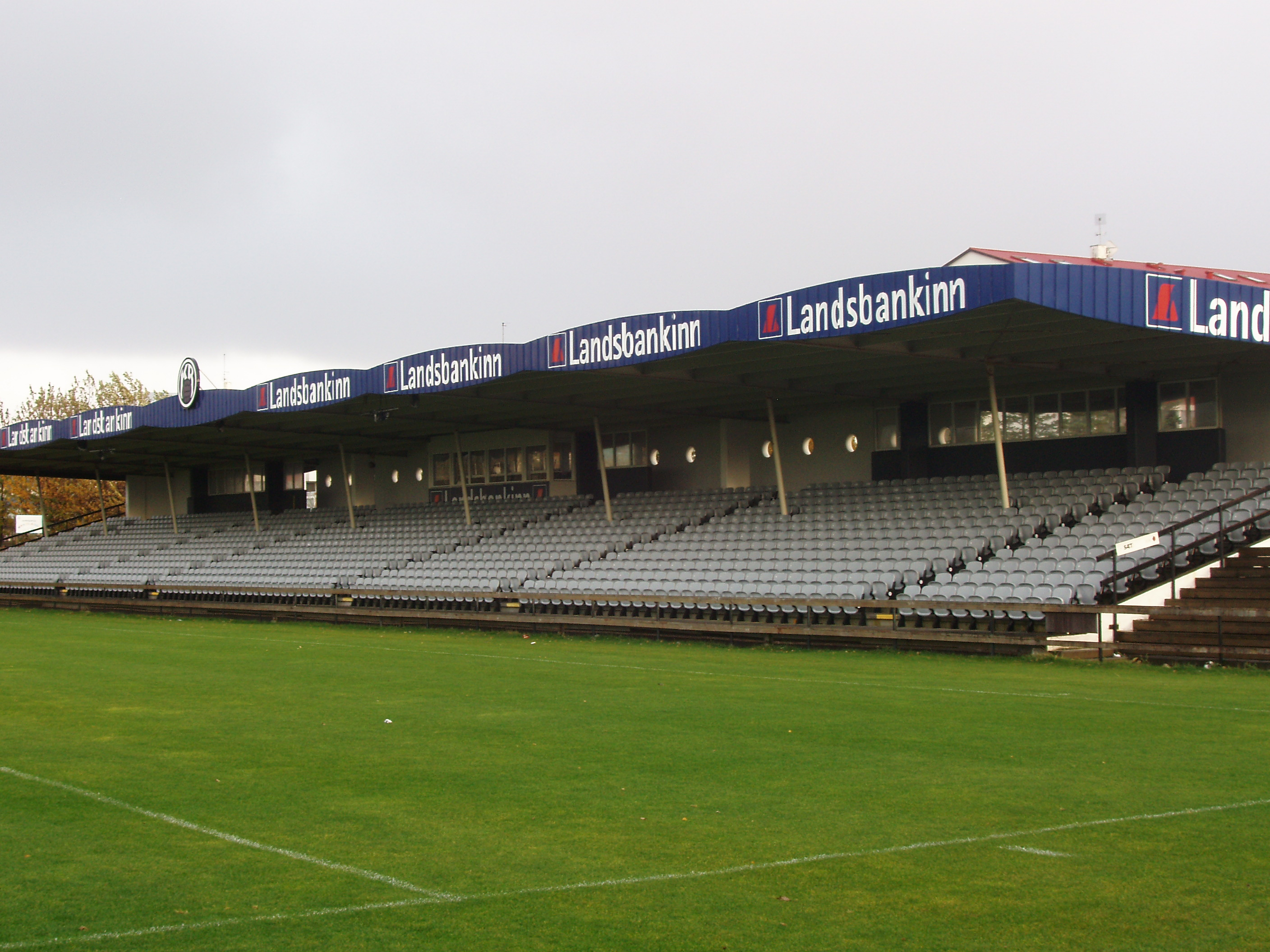
KR-völlur.

| Estadi           | Capacitat | Ciutat    |
| ---------------- | --------- | --------- |
| Laugardalsvöllur | 15.000    | Reykjavík |
| KR-völlur        | 6.000     | Reykjavík |
| Akranesvöllur    | 6.000     | Akranes   |
| Keflavíkurvöllur | 5.200     | Keflavík  |
| Fylkisvöllur     | 4.000     | Reykjavík |
| Kópavogsvöllur   | 3.500     | Kópavogur |